# Uniwersytet Félix Houphouët-Boigny
Uniwersytet Félix Houphouët-Boigny – uniwersytet w Wybrzeżu Kości Słoniowej, położony w Cocody, we wschodniej części miasta Abidżan. Wcześniej nosił nazwę Université de Cocody.

## Historia

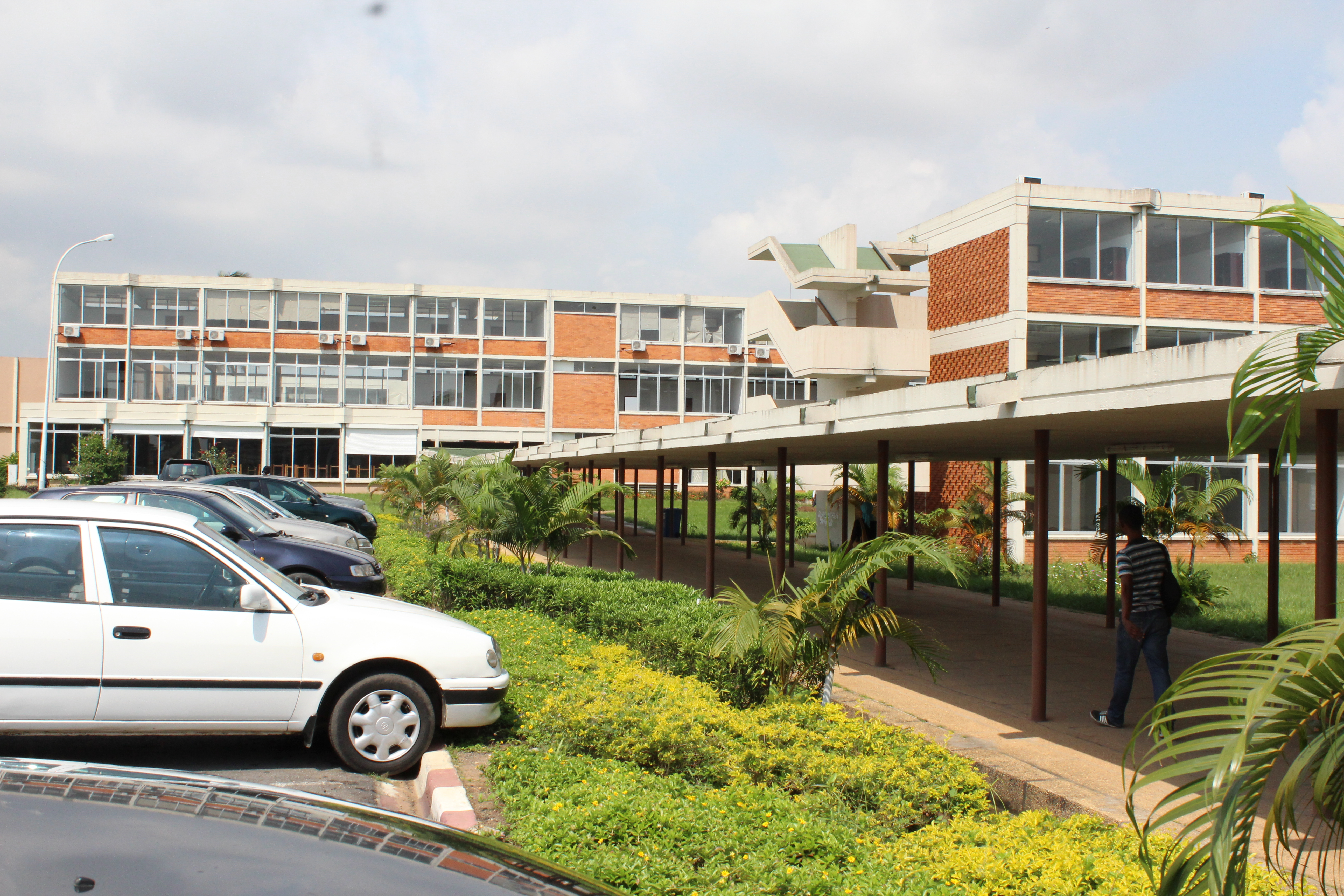
Fragment zabudowań kampusu

W 1958 utworzono Centrum Studiów Specjalistycznych. 3 lipca 1959 powstało Centrum Szkolnictwa Wyższego Abidżan, sformalizowane dekretem z 11 września 1959. 
Dekretem z 9 stycznia 1964 przekształcono Centrum Szkolnictwa Wyższego w Uniwersytet w Abidżanie. 1 czerwca 1977 Uniwersytet w Abidżanie przemianowano na Uniwersytet Narodowy z pięcioma wydziałami (Prawa, Nauki i Technologii, Nauk Ekonomicznych, Lekarskim, Sztuki i Nauk Humanistycznych), Instytutem Stomatologicznym i Szkołą Farmacji. 2 września 1992 utworzono trzy Centra Uniwersyteckie w ramach Narodowego Uniwersytetu Wybrzeża Kości Słoniowej: University Center of Cocody, University Center of Abobo-Adjamé, University Center of Bouaké. W 1995 przekształcono te centra w autonomiczne uniwersytety (dekret z 20 grudnia 1995) – University of Cocody, University of Abobo-Adjamé i University of Bouaké. 9 sierpnia 1996 stworzono jednostki szkoleniowe i badawcze zamiast wydziałów. 8 sierpnia 2012 przemianowano Uniwersytet Cocody na obecną nazwę.

## Władze
Uniwersytetem kieruje Prezydent (obecnie Abu Karamoko), który powoływany jest dekretem Rady Ministrów na wniosek Ministra Szkolnictwa Wyższego. Jest wybierany spośród profesorów zwyczajnych lub praktykujących dyrektorów badawczych z doświadczeniem w zarządzaniu. Prezydent Uniwersytetu ma stopień Dyrektora Generalnego Administracji Centralnej. Prezydent kieruje Uniwersytetem administracyjnie i finansowo z pomocą Sekretarza Generalnego oraz, pod względem naukowym i kulturalnym, z pomocą trzech Wiceprezydentów.
Sekretarz Generalny Uniwersytetu jest odpowiedzialny za koordynację działów administracyjnych, finansowych i technicznych. Podlega Prezydentowi. Sekretarza generalnego powołuje dekret Rady Ministrów.